# Palazzo Libri
Palazzo Libri è un edificio storico del centro di Firenze, situato via della Vigna Vecchia 7 e via delle Burella 14.

## Storia e descrizione

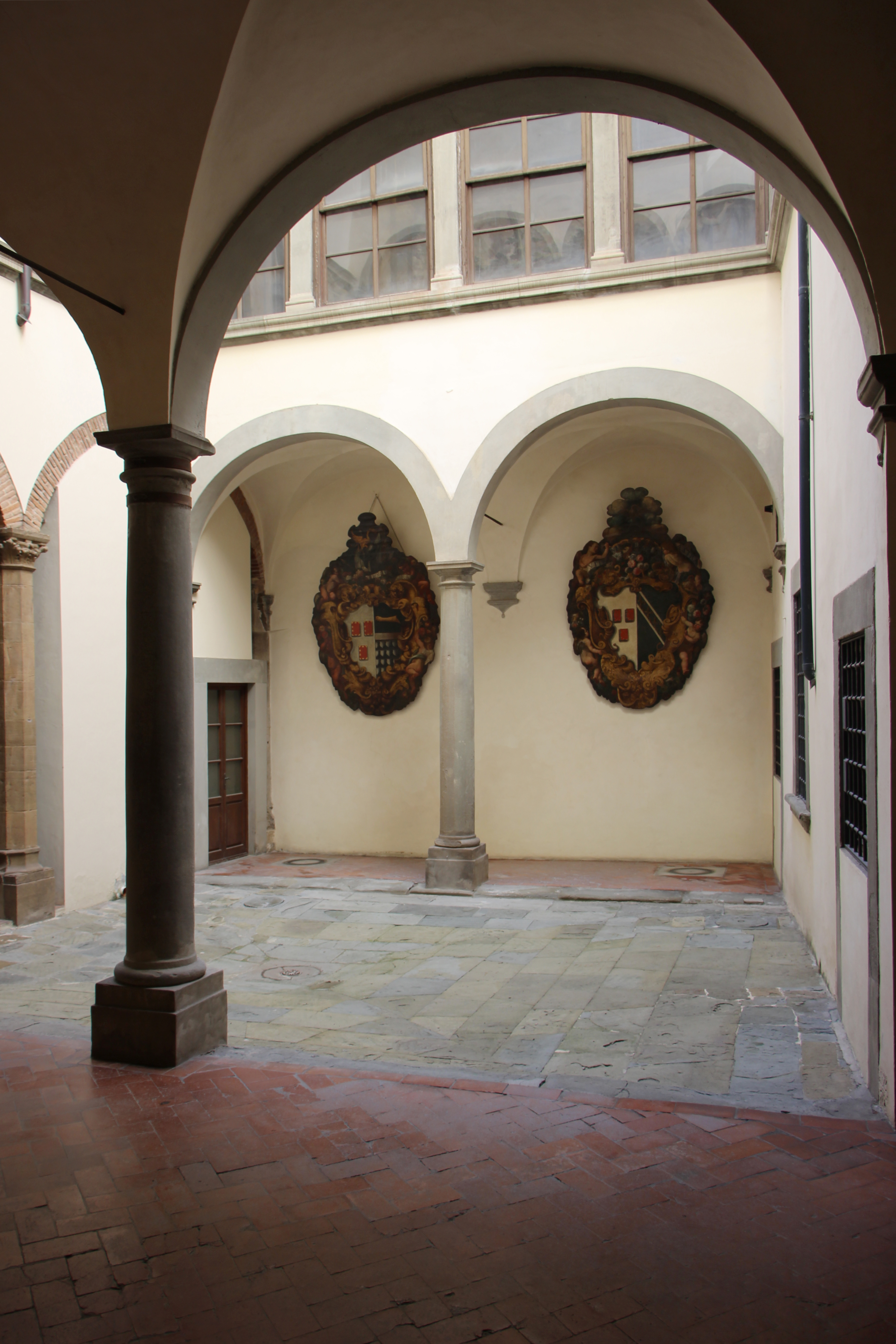
Il cortile

L'edificio, di fondazione trecentesca, è indicato dalla letteratura, di proprietà di Agnolo di Piero Barucci, all'epoca del Catasto fiorentino del 1427, poco dopo alienato a Francesco di Lottieri del Piccino, di famiglia di Lanaioli, che possedettero anche la Villa di Bellosguardo e venne rivenduto il 3 Maggio 1472, alla famiglia Del Niente, che lo ampliò alla fine di detto secolo. Agli inizi del Cinquecento passò a Niccolò di Luigi di Carlo de' Libri, del gonfalone Bue, che ne mantenne la proprietà per più di quattro secoli. 
Oltrepassato l'androne si accede a un piccolo cortile porticato su due lati opposti, che già Walther Limburger segnalava per l'eleganza delle forme riconducendolo all'inizio del XV secolo. Sul fondo, isolati sulla parete intonacata, si stagliano tre pilastri trecenteschi in pietra forte, con ampie arcate in laterizio. Sotto il loggiato destro sono sistemati due giganteschi scudi su tela settecenteschi, dove l'arme dei Libri (d'argento, a tre libri chiusi e rovesciati di rosso, affibbiati d'oro, 2.1) è congiunta a due diverse armi di parentela, rispettivamente De Nobili e Del Rosso. 
Commenta Guido Carocci: "il palazzo, grandioso nel suo insieme, non ha sulla facciata decorazioni architettoniche degne di considerazione, mentre nella parte interna ha un cortile del XV secolo con portici di belle proporzioni e di squisito gusto decorativo". Proprio questa estrema semplicità del fronte e il riserbo che l'architettura sembra esprimere nel celare i suoi spazi interni, rendono il palazzo di grande fascino, tra i più interessanti della zona. Da segnalare anche il portone rialzato dal piano stradale con tre gradini e protetto da due paracarri, secondo un disegno decisamente inconsueto per l'architettura fiorentina.
Su via della Vigna Vecchia si vedono al piano terra due buchette del vino: a destra in posizione consueta a mezza altezza sotto una finestra, mentre a sinistra del portale si trova in basso, confinante direttamente con le cantine. Più in alto, presso il 17 rosso, si vede un piccolo stemma forse francescano, che testimonierebbe il possesso di quel fondo da parte di un'istituzione religiosa, anticamente.
Su via delle Burella 14 presenta al piano terreno cinque finestre inginocchiate e un portone alzato come quello su via della Vigna Vecchia.
In via delle Burella 12 si leggono evidenti resti di una torre trecentesca, unita al palazzo e che, sebbene in parte a indicare la sola originaria cantonata, si sviluppano fino all'attuale terzo piano.

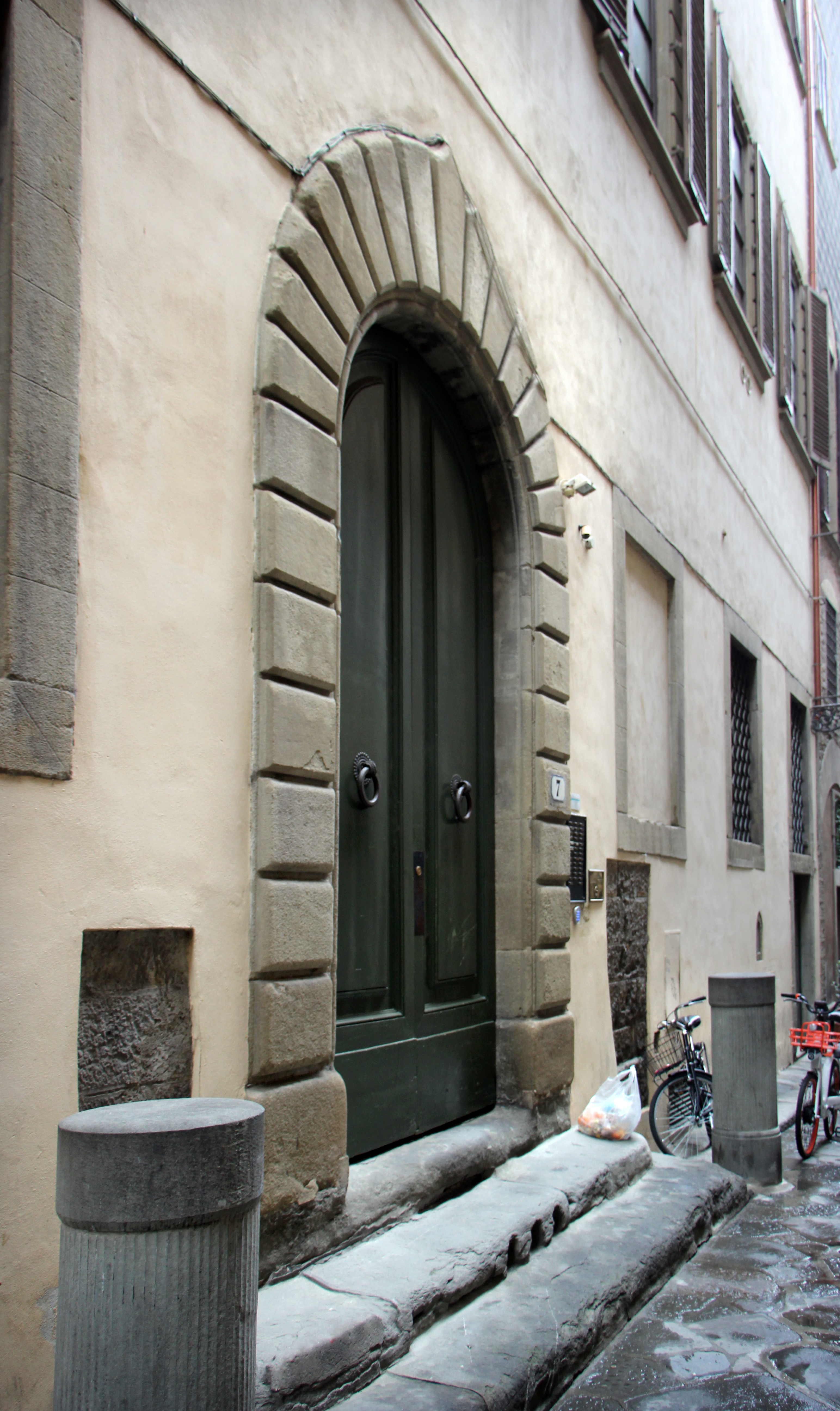
Portale principale in via della Vigna Vecchia
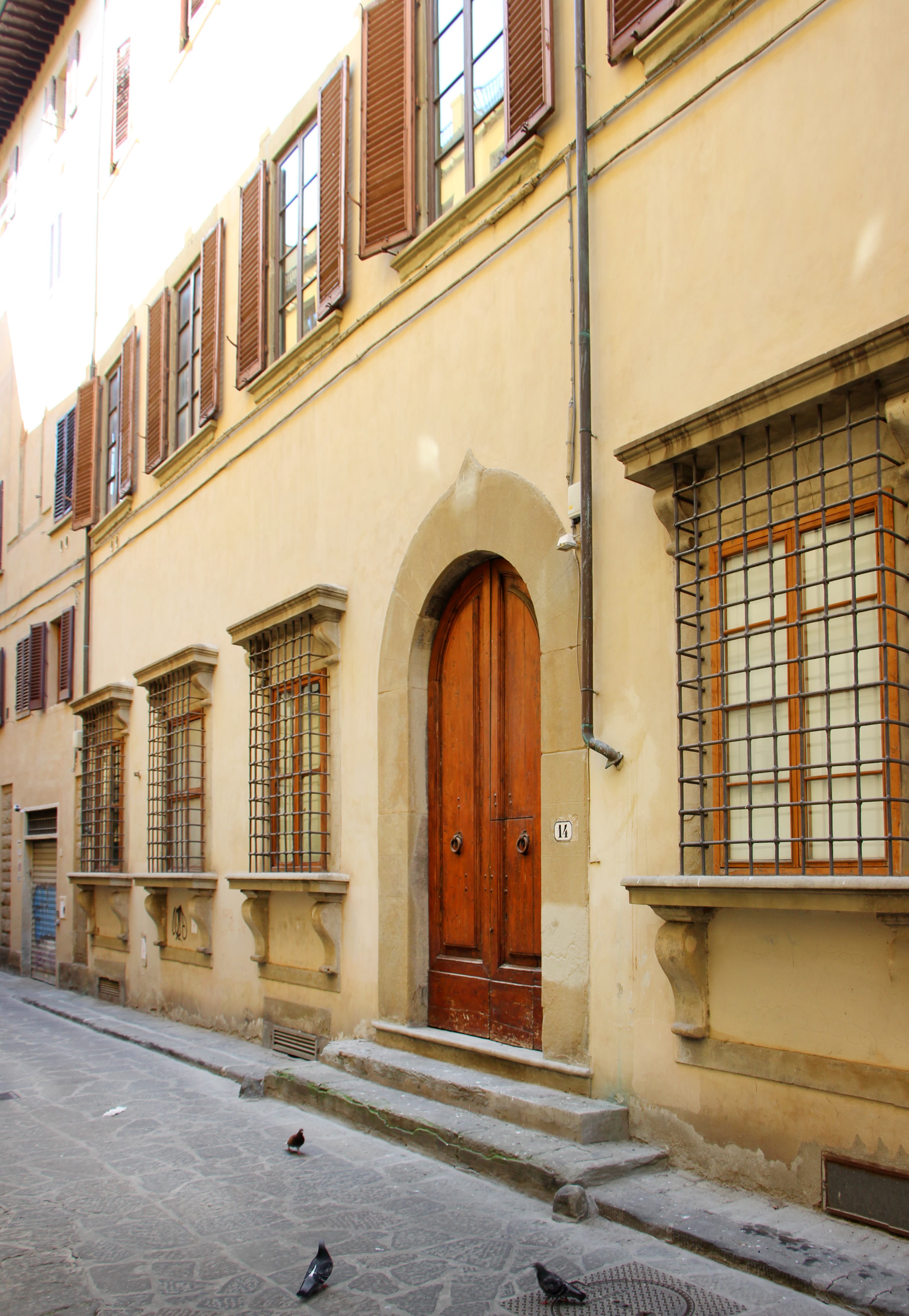
Facciata in via delle Burella
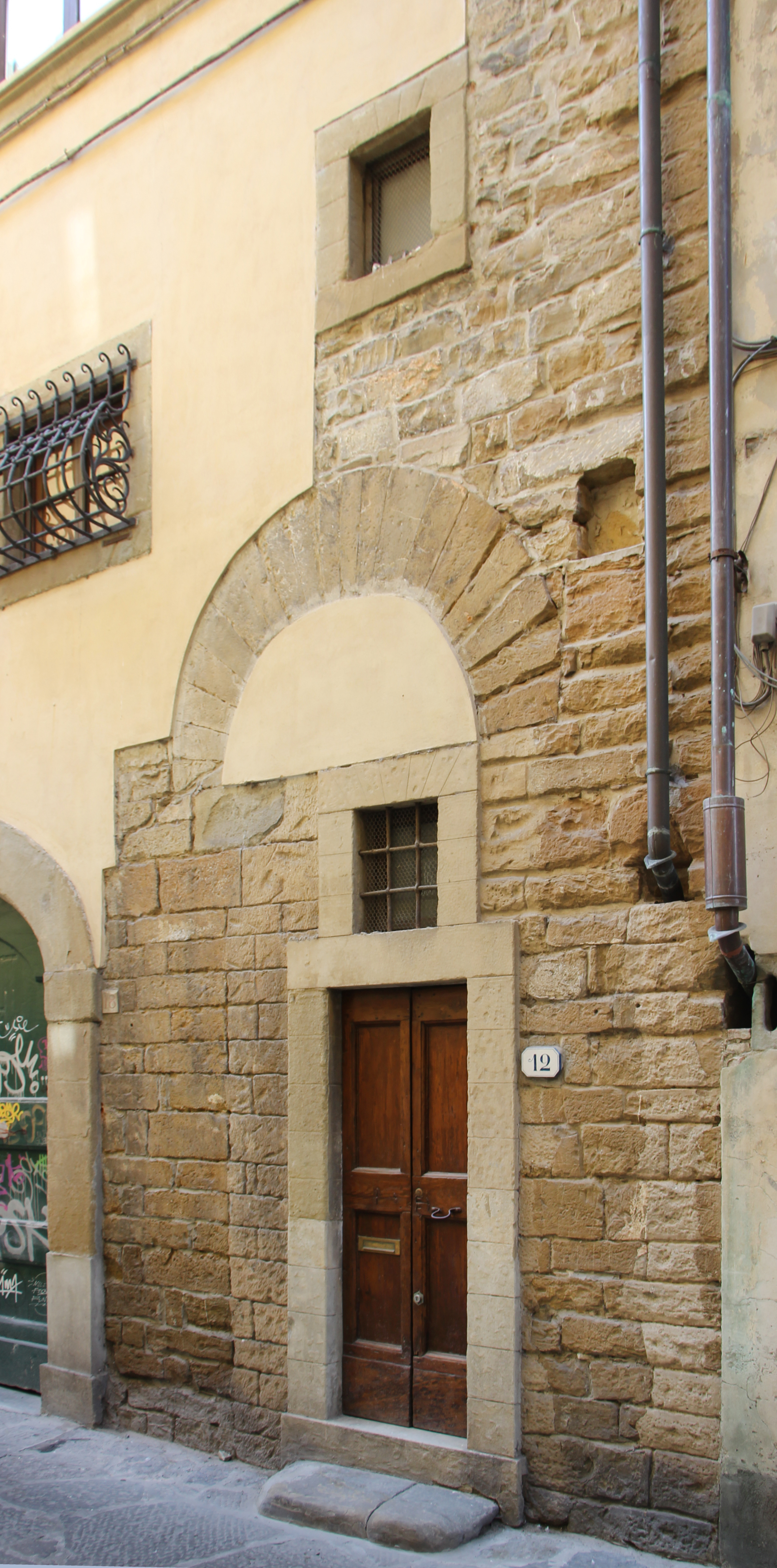
Resti di una torre in via delle Burella
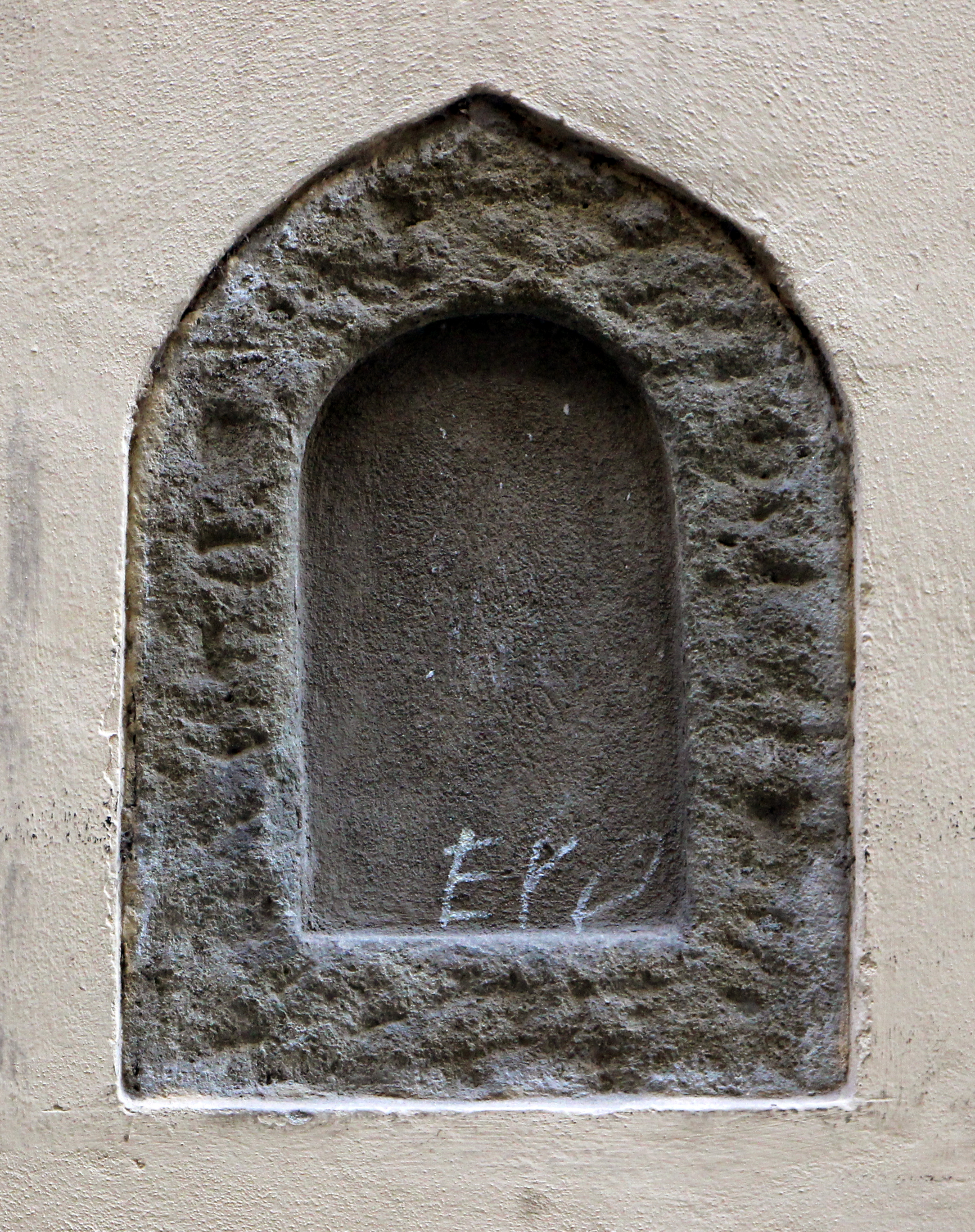
Buchetta del vino
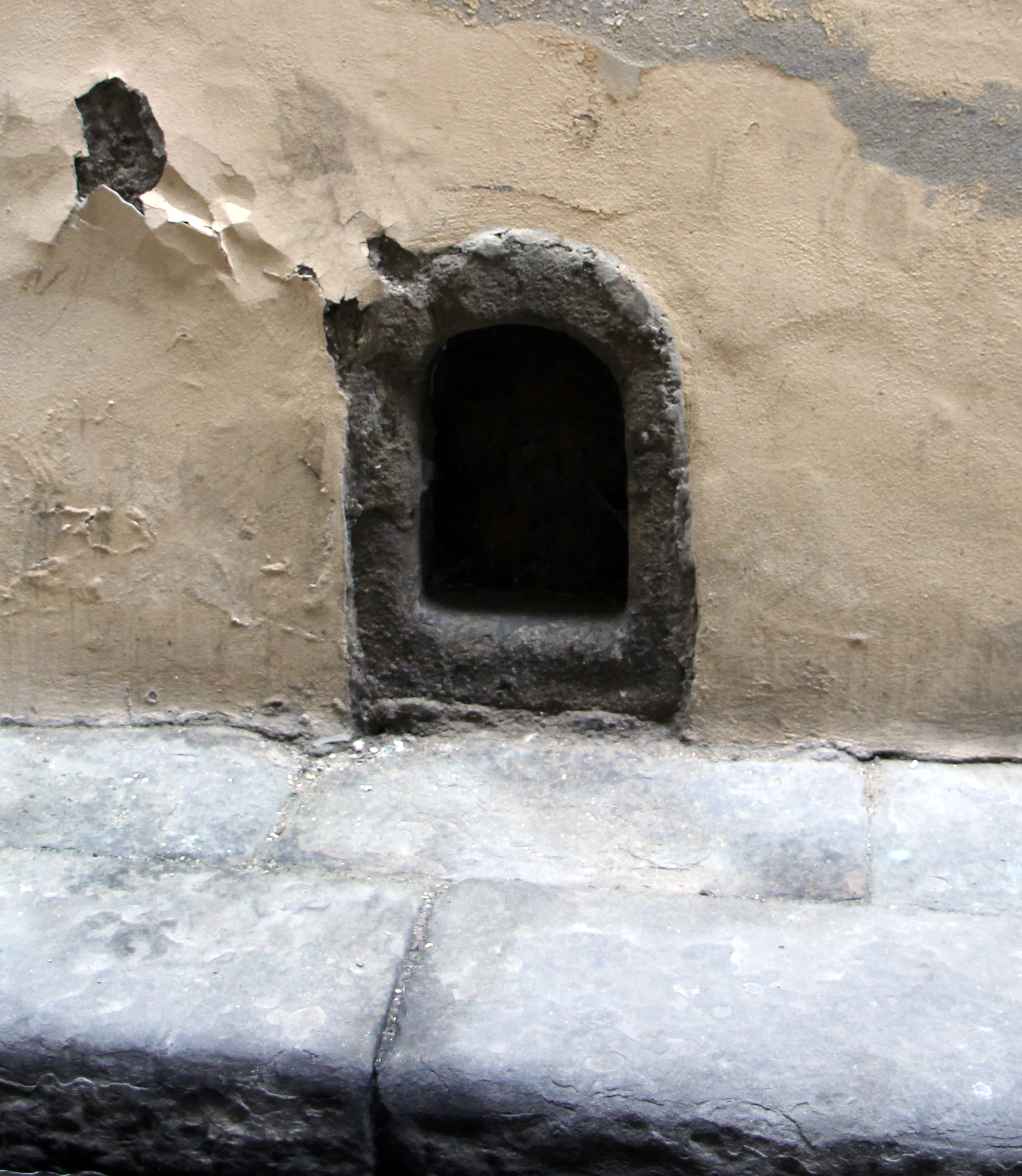
Altra buchetta che confina comunica con le cantine
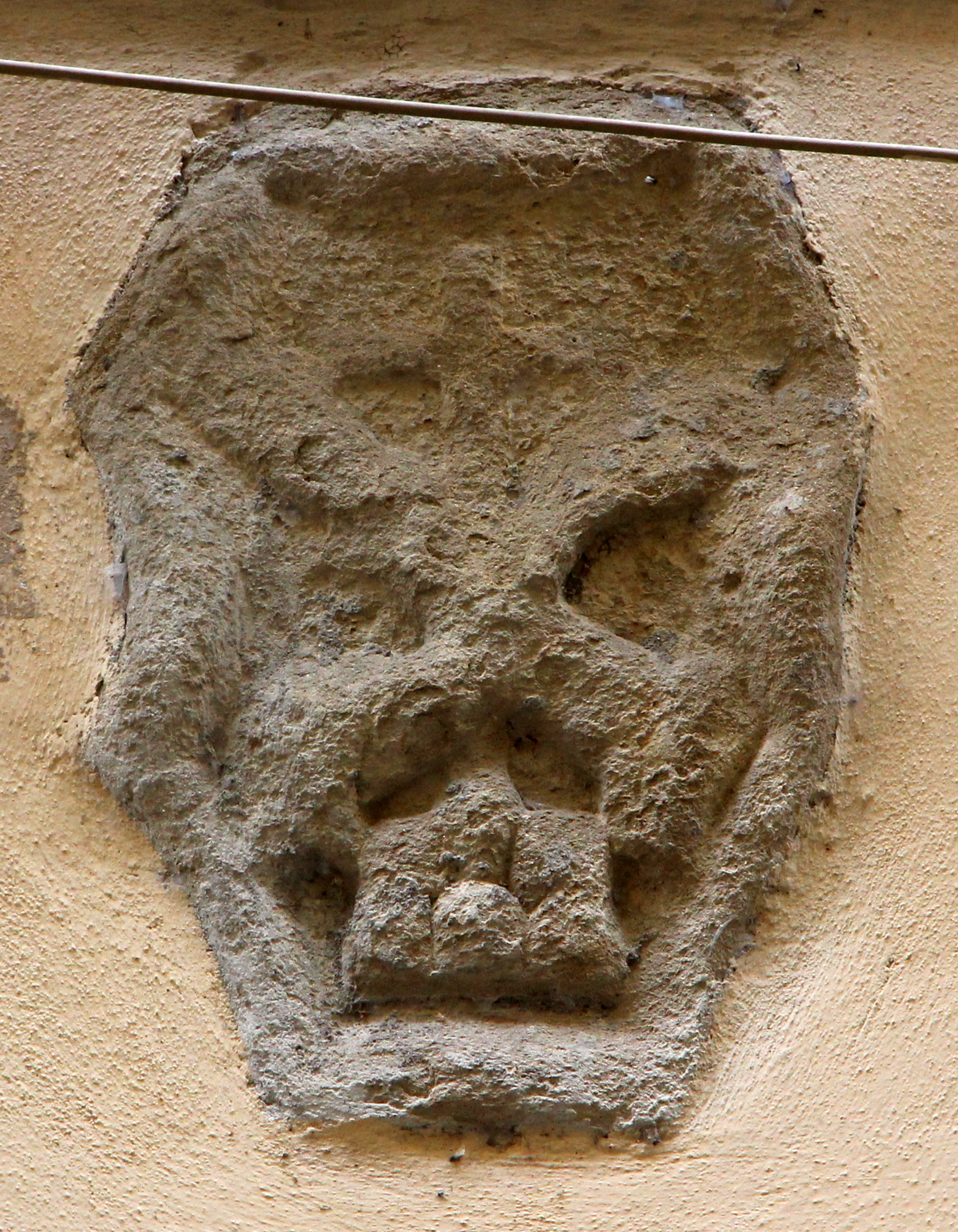
Pietrino forse francescano